# Juan Gabriel Lara
Juan Lara (n. Esmeraldas, Ecuador; 26 de mayo de 1989) es un futbolista ecuatoriano. Juega de defensa y su equipo actual es Naranja Mekánica de la Segunda Categoría de Ecuador.

## Trayectoria

### Rocafuerte
Tuvo sus inicios en el Rocafuerte Fútbol Club.

### Atlético Mineiro
Luego pasa al Atlético Mineiro de Huaquillas.

### Guayaquil City
Pasa a las filas del River Ecuador donde permanece hasta 2017 donde tiene buenas actuaciones.

### S. D. Aucas
Para la temporada 2018 es fichado por Sociedad Deportiva Aucas.

### C. D. El Nacional
A mediados del 2019 es fichado por el Club Deportivo El Nacional.

## Clubes
| Club             | País    | Año       |
| ---------------- | ------- | --------- |
| Rocafuerte F. C. | Ecuador | 2010-2011 |
| Atlético Mineiro | Ecuador | 2012      |
| River Ecuador    | Ecuador | 2012-2017 |
| Aucas            | Ecuador | 2018-2019 |
| El Nacional      | Ecuador | 2019-2020 |
| Alianza          | Ecuador | 2021      |
| Búhos ULVR       | Ecuador | 2022-2023 |
| Naranja Mekánica | Ecuador | 2023-act. |

## Participaciones internacionales
| Torneo                 | Club        | Resultado    |
| ---------------------- | ----------- | ------------ |
| Copa Sudamericana 2020 | El Nacional | Primera Fase |

## Palmarés

### Campeonatos provinciales
| Título                       | Club             | Año  |
| ---------------------------- | ---------------- | ---- |
| Segunda Categoría del Guayas | Naranja Mekánica | 2023 |